# Jean-Baptiste Boussingault

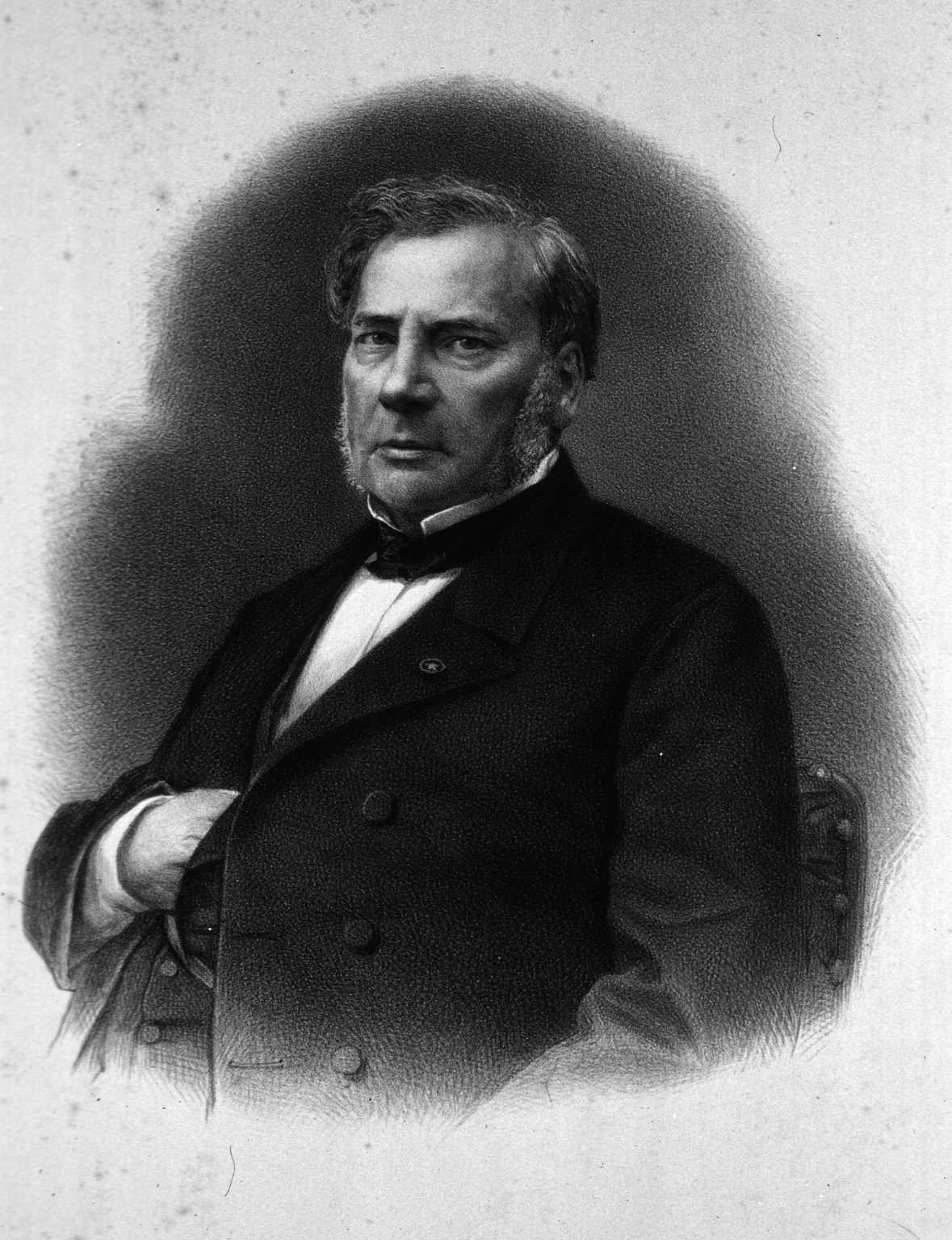
Jean-Baptiste Boussingault

Jean-Baptiste Joseph Dieudonne Boussingault (n. 1 februarie 1801, Paris, Île-de-France, Franța – d. 11 mai 1887, Quartier de la Madeleine⁠(d), Île-de-France, Franța) a fost un chimist francez, cunoscut pentru cercetările sale în domeniul chimiei agricole (fiind considerat chiar fondatorul acestui domeniu) și pentru realizarea primelor oțeluri aliate cu crom.

## Legături externe
- Acest articol conține text din Chisholm, Hugh, ed. (1911). „Boussingault, Jean Baptiste Joseph Dieudonné”. Encyclopædia Britannica (ed. 11). Cambridge University Press., o publicație aparținând domeniului public.